# Comité Olímpico de las Islas Vírgenes Británicas
El Comité Olímpico de las Islas Vírgenes Británicas es el Comité Olímpico Nacional en representación de las Islas Vírgenes Británicas. Fue fundado en 1980 y fue reconocido por el Comité Olímpico Internacional en 1982.  Es responsable de la participación de las Islas Caimán en los Juegos Olímpicos, como así también en los Juegos de la Mancomunidad.